# Oncocera semirubella
Oncocera semirubella ist ein auffällig rot und gelb gezeichneter Kleinschmetterling aus der Familie der Zünsler (Pyralidae).

## Merkmale
Die Falter haben eine Flügelspannweite von 17 bis 29 Millimeter. Kopf und Brustbereich sind gelb oder gelb-rot gefleckt. Der äußere und vordere Bereich der Vorderflügel ist rot, der hintere dottergelb. Bei der Form f. sanguinella Hübner ist auch der Vorderrand gelb gefärbt. Die Hinterflügel sind cognacfarben, mit dunkler Saumlinie und weißen Fransen. Es ist eine abweichende Form bekannt, bei der Rot durch Braun ersetzt ist. Die Fühler sind gut halb so lang wie die Vorderflügel.

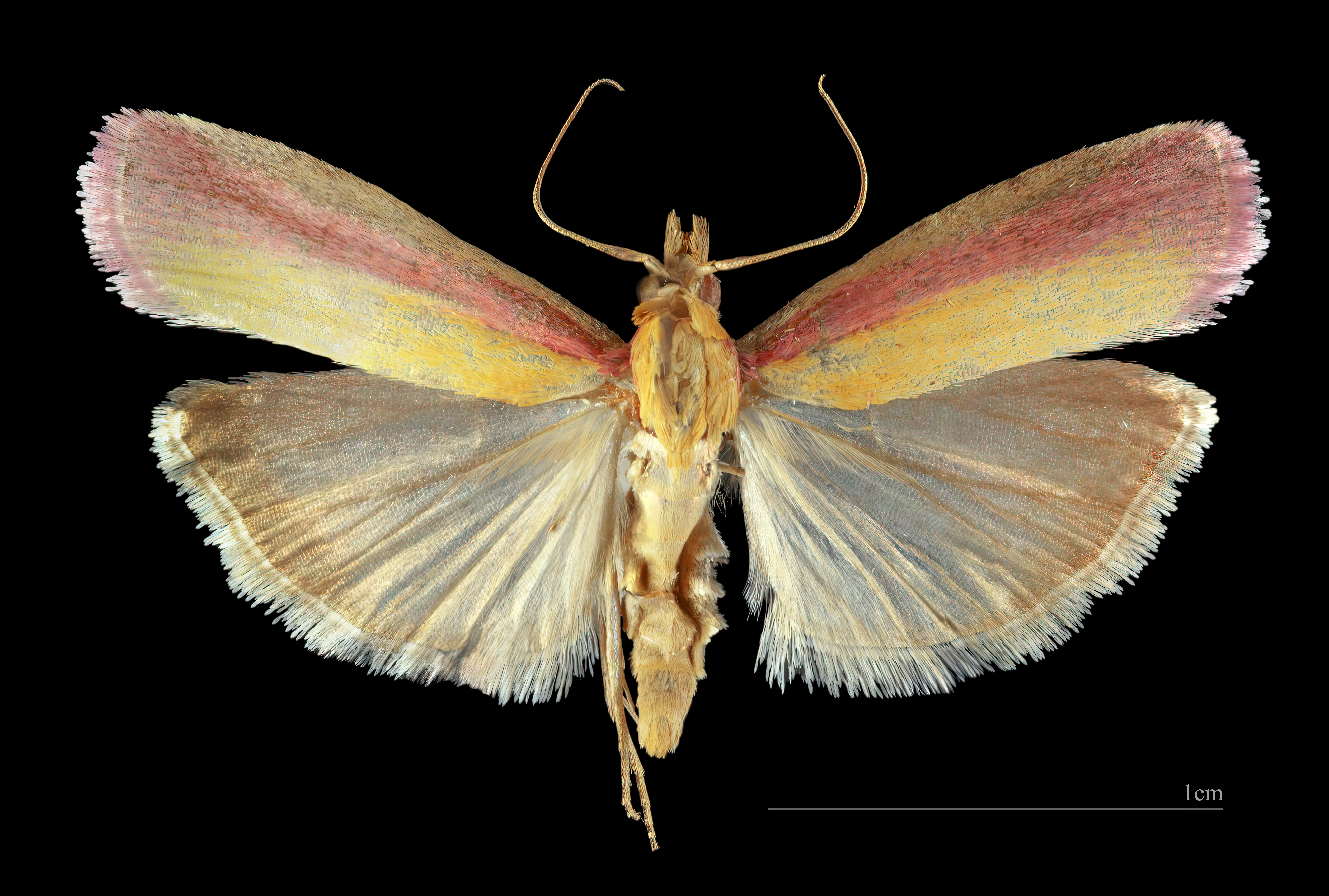
Oncocera semirubella♂
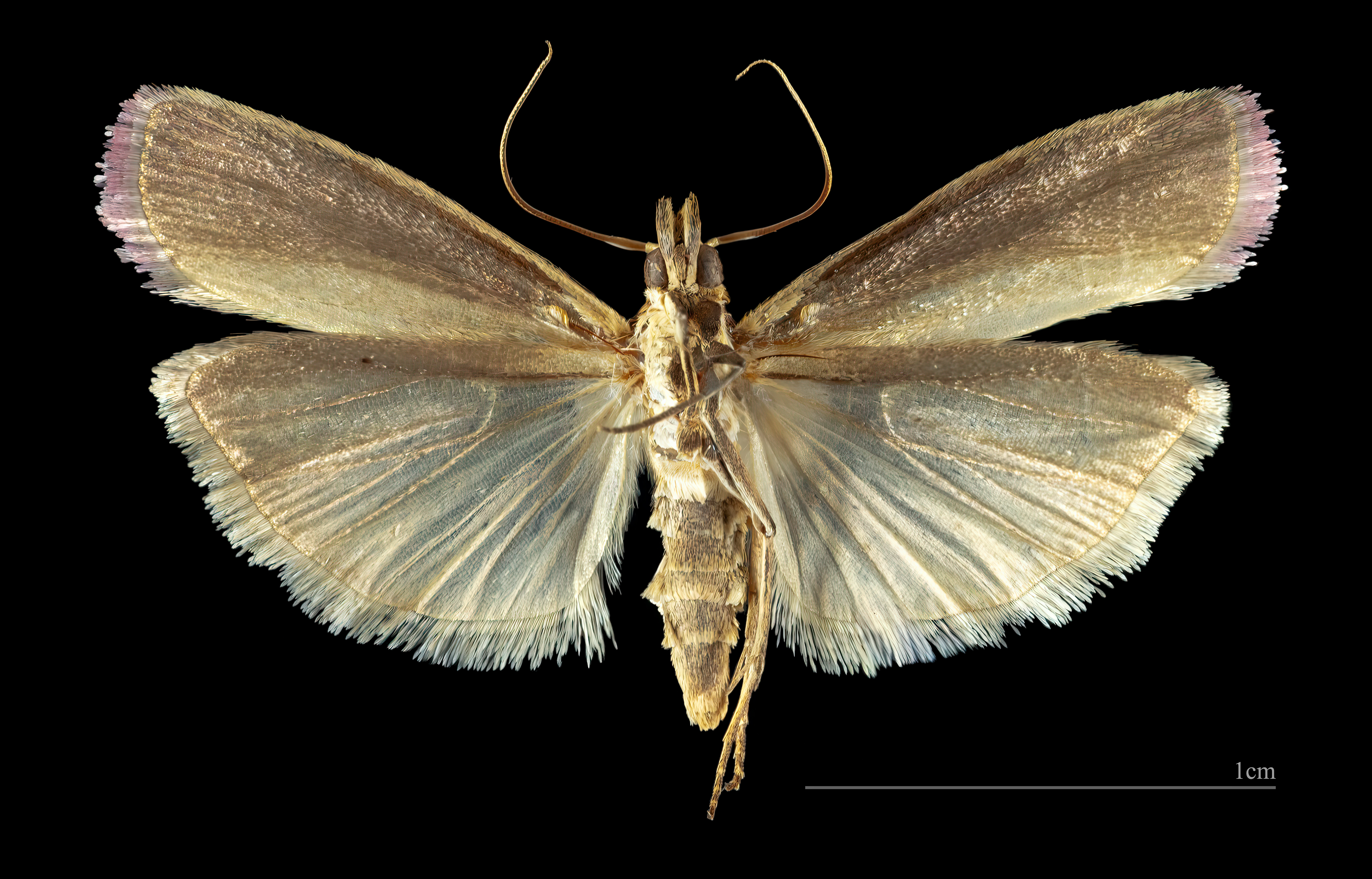
Oncocera semirubella♂ △

Die Raupe ist grün und besitzt dunkle Längslinien. Ihr Kopf ist schwarz gefärbt.

## Vorkommen und Lebensraum
Die Art kommt in fast ganz Süd- und Mitteleuropa vor. Im Norden reicht das Verbreitungsgebiet bis Südengland, Dänemark und Südschweden. Im Osten zieht es sich über die Türkei, den Irak und den Iran bis nach China. Oncocera semirubella bevorzugt sonnige, trockene Orte, die mit Gräsern und Kräutern bewachsen sind. Im Irak werden die Falter in Oasen und in der Steppe gefunden.

## Phänologie und Lebensweise
Die Falter fliegen von Mai bis September. Sie ruhen tagsüber an den Pflanzen, sind jedoch leicht aufzustöbern. Sie fliegen in der Dämmerung, kommen an künstliche Lichtquellen und können auch geködert werden. Die Raupen sind in Mitteleuropa von August bis Juni des darauffolgenden Jahres zu finden; die Raupen überwintern auch. Sie leben in röhrenförmigen Gängen aus einem mit lockerem Gespinst geflochtenen Blatt. Die Nahrungspflanzen der oligophagen Art sind Luzerne (Medicago sativa), Gewöhnlicher Hornklee (Lotus corniculatus), Kleearten (Trifolium) und Hauhecheln (Ononis). Sie fressen dabei bevorzugt an den Blüten, seltener an den Blättern der Pflanzen. Die Verpuppung erfolgt in einem Seidenkokon in der Wohnröhre oder an anderen Stellen, meist an der Nahrungspflanze.

## Schadwirkung
In Luzerne und Kleefeldern kann die Art als Schädling auftreten, ebenso an Hülsenfrüchtlern (Fabaceae).

## Systematik
Die Art wurde 1763 von Giovanni Antonio Scopoli als Phalaena semirubella erstmals beschrieben. Wenig später benannte Carl von Linné diese Form Phalaena Tinea carnella; der Name ist daher ein jüngeres Synonym. Jacob Hübner beschrieb 1796 eine Form mit hellgelben Vorderflügelrand als Tinea sanguinella, die sich später als konspezifisch herausstellte. Der Name ist daher ein jüngeres Synonym von Oncocera semirubella. Phalaena Tinea carnella Linné, 1767 (= Phalaena semirubella Scopoli, 1763) ist die Typusart der Gattung Oncocera Stephens, 1829.